# Đại dịch COVID-19 tại Mông Cổ
Đại dịch COVID-19 đã được xác nhận lan sang Mông Cổ khi trường hợp đầu tiên được xác nhận là người Pháp đi từ Pháp đến Dornogovi vào ngày 10 tháng 3 năm 2020.
Tính đến hết ngày 13 tháng 4 năm 2024, Mông Cổ ghi nhận 1,011,496 trường hợp mắc COVID-19 và 2,284 trường hợp tử vong.

## Dòng thời gian
Vào ngày 10 tháng 3 năm 2020, Phó Thủ tướng Ölziisaikhany Enkhtüvshin tuyên bố rằng một người Pháp đến Ulaanbaatar thông qua chuyến bay từ Moskva là trường hợp nhiễm COVID-19 được xác nhận đầu tiên ở nước này.
Bệnh nhân là nam giới 57 tuổi, lần đầu tiên có dấu hiệu sốt vào năm ngày 7 tháng 3 năm 2020. Các xét nghiệm ban đầu xác nhận rằng bệnh nhân dương tính với virus corona và bệnh nhân được yêu cầu tự cách ly ở Dornogovi. Bệnh nhân đã bỏ qua khuyến nghị và không tuân thủ cách ly. Tương tự, hai mối quan hệ gần gũi với bệnh nhân đã rời Dornogovi mặc dù các khuyến nghị của các quan chức y tế kêu gọi ở lại tỉnh. Ủy ban khẩn cấp nhà nước nói rằng hai người sẽ phải chịu trách nhiệm pháp lý cho hành động của họ.
Tất cả các phương tiện giao thông công cộng đã bị đình chỉ cho đến ngày 16 tháng 3 năm 2020. Hơn 120 người đã tiếp xúc gần với bệnh nhân đã được cách ly và hơn 500 người có liên hệ gián tiếp đang được theo dõi y tế.
Tất cả các chuyến bay theo lịch trình từ Moscow, Istanbul và Nur-Sultan từ ngày 11 tháng 3 năm 2020 đến ngày 28 tháng 3 năm 2020 đã bị đình chỉ. Ngoài ra, cả tuyến đường tàu giữa Ulaanbaatar và Irkutsk và tuyến đường tàu giữa Ulaanbaatar và Moscow đã bị đình chỉ cho đến ngày 28 tháng 3 năm 2020.
Vào ngày 17 tháng 3, sau khi các máy bay đặc biệt đã bắt đầu sơ tán những người được coi là "dễ bị tổn thương" từ các khu vực châu Âu, Nhật Bản và Hàn Quốc, 4 người nữa đã được báo cáo là bị nhiễm COVID-19.